# Pavillon carré (La Flèche)
Pour les articles homonymes, voir Pavillon carré.
Le Pavillon carré est un bâtiment de la fin du XVe siècle situé à La Flèche, dans le département français de la Sarthe. Il fait l'objet d'une inscription aux titre des monuments historiques.

## Localisation
Le Pavillon carré est situé rue Grollier, à La Flèche, dans le département français de la Sarthe.

## Description
L'édifice se compose de deux corps antérieur et postérieur flanqués d'une cour et relié par une tour d'escalier couverte d'un toit en pavillon.

## Historique
La tour d'escalier est bâtie dans le dernier quart du XVe siècle. Le corps antérieur est remanié aux XVIIIe et XIXe siècles, le corps postérieur au XXe siècle.

## Architecture
L'édifice est inscrit au titre des monuments historiques depuis le 9 décembre 1926.